# 天野俊景
天野 俊景（あまの としかげ）は、戦国時代の武将。能登畠山家家臣。

## 経歴・人物
文明12年（1480年）父・章慶が隠居すると家督を継ぐ。のち永正の乱にて畠山義元に従い奮闘する。その戦功から安堵に加え、能登鹿島郡の守護料所の代官職を得た。